# Taça Belo Horizonte de Futebol Júnior
A Taça Belo Horizonte de Futebol Júnior, Taça Belo Horizonte de Juniores, ou ainda Taça BH de Futebol Júnior, é o segundo principal torneio da categoria no Brasil e organizada pela Federação Mineira de Futebol (FMF) disputada até 2014 por equipes com jogadores abaixo de 20 anos (sub-20) e a partir de 2015 por jogadores abaixo de 17 anos (sub-17). Disputada desde 1985, até 1988 era disputada no mês de dezembro e a partir de 1989 tem sido disputada sempre nos meses de julho e agosto.
Desde sua fundação é um torneio que visa sempre reunir os times sub-20 das grandes equipes de futebol profissional do Brasil, juntamente com equipes locais que sediam os grupos. Ela tem alguma divulgação nacional e estadual, e a final do campeonato costuma ser televisionada por pelo menos um canal de televisão aberta. Participam principalmente clubes de Minas Gerais, grandes clubes do Brasil e, ocasionalmente, seleções Sub-20, como a da Malásia, em 2006.

## Formato
Nas edições de 1990 e 1994, a fase final foi disputada em um quadrangular.
A edição de 2014 foi disputada por 28 clubes, sem a presença dos clubes paulistas.

## Edições

### Títulos por clube
| Clube               | Campeonatos | Campeonatos                         | Vice-campeonatos | Vice-campeonatos              |
| Clube               | Nº          | Anos                                | Nº               | Anos                          |
| ------------------- | ----------- | ----------------------------------- | ---------------- | ----------------------------- |
| Atlético Mineiro    | 6           | 1988, 1989, 2005, 2009, 2011 e 2018 | 4                | 1992, 1993, 2006 e 2014       |
| Cruzeiro            | 5           | 1985, 1993, 1995, 2001 e 2004       | 4                | 1996, 2002, 2007 e 2008       |
| São Paulo           | 4           | 1987, 1997, 2016 e 2017             | 1                | 1998                          |
| Flamengo            | 3           | 1986, 2003 e 2007                   | 5                | 1990, 1999, 2012, 2015 e 2017 |
| Vasco da Gama       | 3           | 1991, 1992 e 2013                   | 1                | 1994                          |
| Atlético Paranaense | 2           | 1996 e 2006                         | 3                | 1991, 2003 e 2010             |
| Grêmio              | 2           | 2008 e 2012                         | 2                | 1985 e 1986                   |
| América Mineiro     | 2           | 2000 e 2014                         | 1                | 1995                          |
| Palmeiras           | 2           | 1998 e 2002                         | 1                | 2016                          |
| Corinthians         | 1           | 2015                                | 1                | 1987                          |
| Vitória             | 1           | 1994                                | 1                | 2013                          |
| Botafogo            | 1           | 1999                                | 0                | —                             |
| Coritiba            | 1           | 2010                                | 0                | —                             |
| Inter de Limeira    | 1           | 1990                                | 0                | —                             |
| Fluminense          | 0           | —                                   | 3                | 2004, 2011 e 2018             |
| Santa Tereza        | 0           | —                                   | 1                | 1988                          |
| Valeriodoce         | 0           | —                                   | 1                | 1989                          |
| Colo-Colo           | 0           | —                                   | 1                | 1997                          |
| Goiás               | 0           | —                                   | 1                | 2000                          |
| Santos              | 0           | —                                   | 1                | 2001                          |
| Bahia               | 0           | —                                   | 1                | 2005                          |
| Internacional       | 0           | —                                   | 1                | 2009                          |

### Títulos por estado/país
| Estado            | Clube               | Campeonatos | Campeonatos                         | Vice-campeonatos | Vice-campeonatos              |
| Estado            | Clube               | Nº          | Anos                                | Nº               | Anos                          |
| ----------------- | ------------------- | ----------- | ----------------------------------- | ---------------- | ----------------------------- |
| Minas Gerais      | Atlético Mineiro    | 6           | 1988, 1989, 2005, 2009, 2011 e 2018 | 4                | 1992, 1993, 2006 e 2014       |
| Minas Gerais      | Cruzeiro            | 5           | 1985, 1993, 1995, 2001 e 2004       | 4                | 1996, 2002, 2007 e 2008       |
| Minas Gerais      | América Mineiro     | 2           | 2000 e 2014                         | 1                | 1995                          |
| Minas Gerais      | Santa Tereza        | 0           | —                                   | 1                | 1988                          |
| Minas Gerais      | Valeriodoce         | 0           | —                                   | 1                | 1989                          |
| Minas Gerais      | TOTAL               | 13          |                                     | 11               |                               |
| São Paulo         | São Paulo           | 4           | 1987, 1997, 2016 e 2017             | 1                | 1998                          |
| São Paulo         | Palmeiras           | 2           | 1998 e 2002                         | 1                | 2016                          |
| São Paulo         | Corinthians         | 1           | 2015                                | 1                | 1987                          |
| São Paulo         | Inter de Limeira    | 1           | 1990                                | 0                | —                             |
| São Paulo         | Santos              | 0           | —                                   | 1                | 2001                          |
| São Paulo         | TOTAL               | 8           |                                     | 4                |                               |
| Rio de Janeiro    | Flamengo            | 3           | 1986, 2003 e 2007                   | 5                | 1990, 1999, 2012, 2015 e 2017 |
| Rio de Janeiro    | Vasco da Gama       | 3           | 1991, 1992 e 2013                   | 1                | 1994                          |
| Rio de Janeiro    | Botafogo            | 1           | 1999                                | 0                | —                             |
| Rio de Janeiro    | Fluminense          | 0           | —                                   | 3                | 2004, 2011 e 2018             |
| Rio de Janeiro    | TOTAL               | 7           |                                     | 9                |                               |
| Paraná            | Atlético Paranaense | 2           | 1996 e 2006                         | 3                | 1991, 2003 e 2010             |
| Paraná            | Coritiba            | 1           | 2010                                | 0                | —                             |
| Paraná            | TOTAL               | 3           |                                     | 3                |                               |
| Rio Grande do Sul | Grêmio              | 2           | 2008 e 2012                         | 2                | 1985 e 1986                   |
| Rio Grande do Sul | Internacional       | 0           | —                                   | 1                | 2009                          |
| Rio Grande do Sul | TOTAL               | 2           |                                     | 3                |                               |
| Bahia             | Vitória             | 1           | 1994                                | 1                | 2013                          |
| Bahia             | Bahia               | 0           | —                                   | 1                | 2005                          |
| Bahia             | TOTAL               | 1           |                                     | 2                |                               |
| Chile             | Colo-Colo           | 0           | —                                   | 1                | 1997                          |
| Chile             | TOTAL               | 0           |                                     | 1                |                               |
| Goiás             | Goiás               | 0           | —                                   | 1                | 2000                          |
| Goiás             | TOTAL               | 0           |                                     | 1                |                               |